# 제물포여자중학교
제물포여자중학교(濟物浦女子中學校)는 대한민국 인천광역시 미추홀구 주안동에 있는 공립 중학교이다.

## 학교 연혁
- 1980년 1월 24일 : 제물포여자중학교 인가(24학급)
- 1980년 3월 1일 : 제1대 허병 교장 취임
- 1980년 3월 1일 : 본관 신축취득
- 1983년 2월 26일 : 제1회 졸업식(519명)
- 1991년 10월 22일 : 신관신축 신고
- 1999년 7월 20일 : 본관, 신관, 수연관 등기 완료
- 2003년 12월 30일 : 본관 및 신관 교사(校舍) 리모델링 완공
- 2010년 3월 30일 : 학교울타리 생태 숲 조성
- 2017년 7월 13일 : ‘뜻세울’ 학교 도서관 리모델링
- 2019년 5월 1일 : 급식소 및 백목련관 완공
- 2021년 4월 19일 : 남부특수교육지원센터(수연관) 개소
- 2021년 9월 1일 : 제15대 곽희숙 교장 취임
- 2023년 3월 1일 : 인천형 혁신학교 결대로 자람학교 운영(2023.03.01~2027.02.28)
- 2024년 2월 8일 : 제42회 졸업식(112명) (총 누계 20,253명)

## 참고 자료
- 제물포여자중학교 - 한국교육학술정보원 학교알리미